# Ли, Киран
Ки́ран Кри́стофер Ли (англ. Kieran Christopher Lee; родился 22 июня 1988) — английский футболист, центральный полузащитник. Начал карьеру в клубе «Манчестер Юнайтед», но не смог пробиться в основной состав и в мае 2008 года перешёл в «Олдем Атлетик» на правах свободного агента.

## Футбольная карьера

### «Манчестер Юнайтед»
Воспитанник молодёжной Академии «Манчестер Юнайтед». Изначально играл на позиции центрального полузащитника, но по мере выступления за резервистов «Юнайтед» стал часто играть на позиции крайнего защитника. Подписал с клубом юношеский контракт в июле 2004 года. В сезоне 2004/05 провёл 25 матчей за команду «Манчестер Юнайтед» до 18 лет, а в следующем сезоне сыграл за неё 23 матча, а также 16 матчей — за команду резервистов. Благодаря удачным выступлениям, клуб предложил ему двухлетний профессиональный контракт. Через три дня после его подписания он сыграл в основном составе команды в рамках прощального матча Роя Кина против «Селтика» на «Олд Траффорд». Перед началом сезона 2006/07 сыграл в двух товарищеских матчах основного состава против клубов «Престон Норт Энд» и «Маклсфилд Таун».
В сезоне 2006/07 был капитаном резервистов «Манчестер Юнайтед», сыграв в 25 матчах на этом уровне. Также в этом сезоне он дебютировал в основном составе «Юнайтед» в официальном матче. Это случилось 25 октября 2006 года в рамках игры третьего раунда Кубка Футбольной лиги против «Кру Александра», когда Ли вышел на замену Дэвиду Грею на 77-й минуте. Матч перешёл в овертайм, и за две минуты до его окончания Ли совершил проход по правому флангу, получив пас на ход от Алана Смита. Ли забил гол, и «Манчестер Юнайтед» одержал в этом матче победу со счётом 2:1.
Впоследствии Ли сыграл в матче четвёртого раунда Кубка Футбольной лиги против «Саутенд Юнайтед», выйдя на замену Джону О’Ши на 75-й минуте. Однако на этот раз ему не удалось помочь своей команде, которая проиграла со счётом 0:1. В концовке сезона из-за эпидемии травм защитников, включая Микаэля Сильвестра, Патриса Эвра, Гари Невилла и Неманью Видича, Ли был включён в заявку команды на матчи против "Милана и «Эвертона», однако так и не вышел на поле. 9 мая 2007 года Киран Ли дебютировал в Премьер-лиге в матче против «Челси». «Манчестер Юнайтед» уже выиграл чемпионский титул, и главный тренер Алекс Фергюсон выставил на этот матч состав из преимущественно молодых игроков, в который вошёл Киран Ли. По окончании сезона Ли получил награду Дензила Харуна как лучший игрок резервного состава «Манчестер Юнайтед».
12 декабря 2007 года Ли был включён в заявку на матч Лиги чемпионов против «Ромы», проведя весь матч на скамейке запасных. 28 декабря 2007 года было объявлено, что 2 января 2008 года он отправится в аренду в клуб «Куинз Парк Рейнджерс».

### «Олдем Атлетик»
Проведя четыре месяца в аренде в «Куинз Парк Рейнджерс», Ли вернулся в «Манчестер Юнайтед», но уже летом 2008 года перешёл в «Олдем Атлетик» на правах свободного агента. Ли подписал с клубом двухлетний контракт. Его дебют за «латикс» состоялся 26 августа 2008 года в матче Кубка Футбольной лиги против «Бернли». 26 декабря того же года дебютировал за «Олдем» в рамках чемпионата в матче против «Кру Александра», отметившись голевой передачей на Ли Хьюза.
22 августа 2009 года забил свой первый гол за «Олдем» на 95-й минуте матча против «Суиндон Таун».

### «Шеффилд Уэнсдей»
28 мая 2012 года Ли подписал трёхлетний контракт с клубом «Шеффилд Уэнсдей», отклонив предложение нового контракта с «Олдем Атлетик». Его дебют за клуб из Шеффилда состоялся 22 сентября в матче против «Болтон Уондерерс».

### «Болтон Уондерерс»
В январе 2021 года перешёл в клуб «Болтон Уондерерс». После завершения сезона 2022/23 завершил карьеру игрока.